# Hubertus Schmidt
Hubertus Schmidt, född den 8 oktober 1959 i Haaren i dåvarande Västtyskland, är en tysk ryttare.
Han tog OS-guld i lagtävlingen i dressyr i samband med de olympiska ridsporttävlingarna 2004 i Aten.